# Butzen
Butzen, in basso sorabo Bucyn, è una frazione del comune tedesco di Spreewaldheide, nel Land del Brandeburgo.